# Paschal Dumais

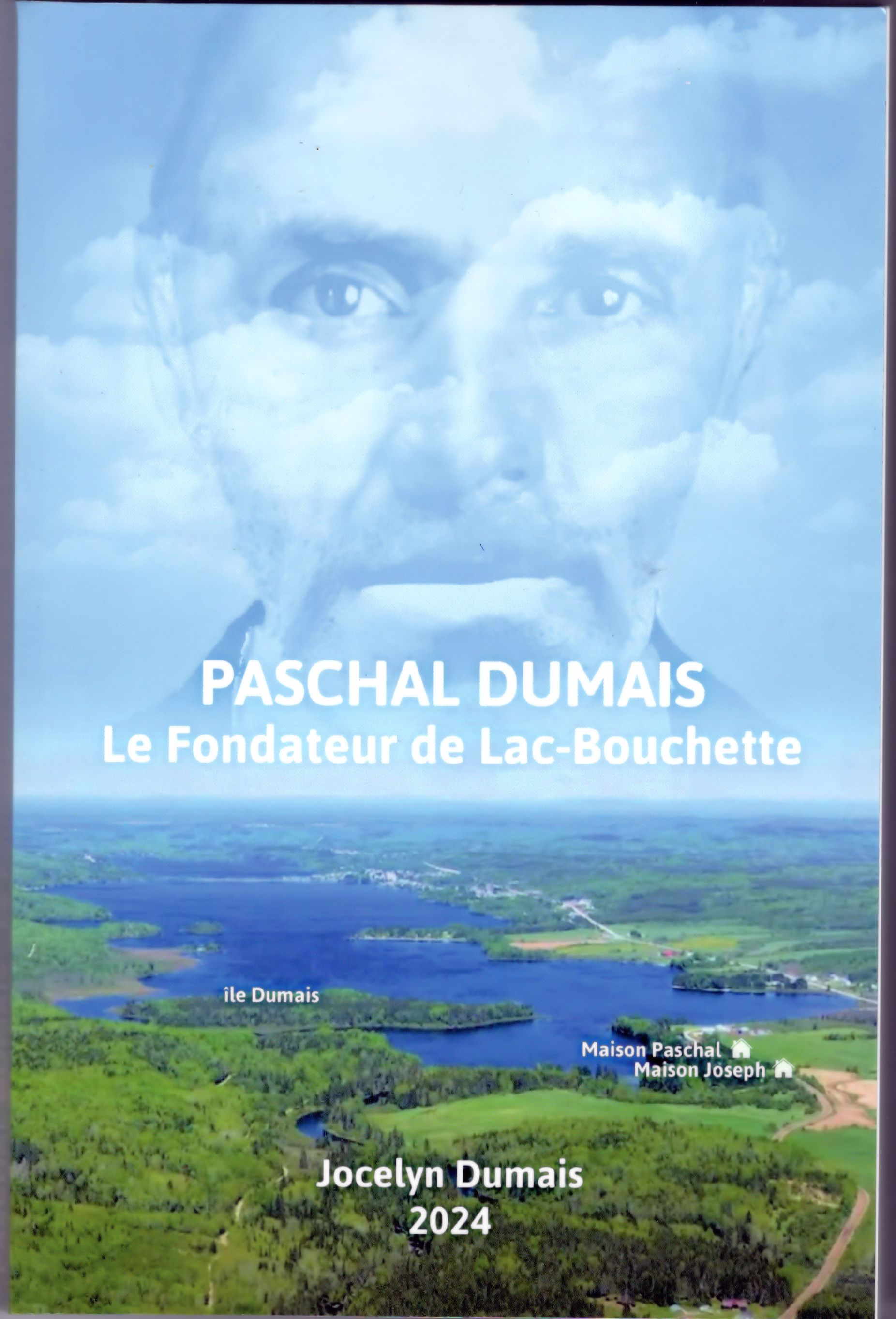

Paschal Dumais (St-Denis de Kamouraska ?, 1834 - Lac-Bouchette, 1911) est un agriculteur et un pionnier de la région du Saguenay-Lac-Saint-Jean au Québec, Canada. Il a fondé le village de Lac-Bouchette en 1882 avec sa famille après avoir passé plusieurs années à en défricher des terres.